# Foug
Foug és un municipi francès situat al departament de Meurthe i Mosel·la i a la regió del Gran Est. L'any 2007 tenia 2.766 habitants.

## Demografia

### Població
El 2007 la població de fet de Foug era de 2.766 persones. Hi havia 1.116 famílies, de les quals 296 eren unipersonals (124 homes vivint sols i 172 dones vivint soles), 344 parelles sense fills, 388 parelles amb fills i 88 famílies monoparentals amb fills.
La població ha evolucionat segons el següent gràfic:
Habitants censats

### Habitatges
El 2007 hi havia 1.231 habitatges, 1.137 eren l'habitatge principal de la família, 5 eren segones residències i 89 estaven desocupats. 990 eren cases i 239 eren apartaments. Dels 1.137 habitatges principals, 787 estaven ocupats pels seus propietaris, 322 estaven llogats i ocupats pels llogaters i 28 estaven cedits a títol gratuït; 8 tenien una cambra, 69 en tenien dues, 199 en tenien tres, 304 en tenien quatre i 557 en tenien cinc o més. 728 habitatges disposaven pel capbaix d'una plaça de pàrquing. A 529 habitatges hi havia un automòbil i a 401 n'hi havia dos o més.

### Piràmide de població
La piràmide de població per edats i sexe el 2009 era:
| Homes | Edats   | Dones |
| ----- | ------- | ----- |
| 4     | 95 o +  | 0     |
| 0     | 90 a 94 | 12    |
| 4     | 85 a 89 | 20    |
| 28    | 80 a 84 | 40    |
| 32    | 75 a 79 | 36    |
| 36    | 70 a 74 | 76    |
| 72    | 65 a 69 | 88    |
| 84    | 60 a 64 | 76    |
| 68    | 55 a 59 | 60    |
| 128   | 50 a 54 | 104   |
| 68    | 45 a 49 | 112   |
| 104   | 40 a 44 | 80    |
| 88    | 35 a 39 | 104   |
| 100   | 30 a 34 | 80    |
| 68    | 25 a 29 | 60    |
| 84    | 20 a 24 | 92    |
| 120   | 15 a 19 | 96    |
| 132   | 10 a 14 | 100   |
| 64    | 5 a 9   | 64    |
| 76    | 0 a 4   | 60    |

## Economia
El 2007 la població en edat de treballar era de 1.737 persones, 1.173 eren actives i 564 eren inactives. De les 1.173 persones actives 1.055 estaven ocupades (618 homes i 437 dones) i 118 estaven aturades (46 homes i 72 dones). De les 564 persones inactives 197 estaven jubilades, 135 estaven estudiant i 232 estaven classificades com a «altres inactius».

### Ingressos
El 2009 a Foug hi havia 1.136 unitats fiscals que integraven 2.805 persones, la mediana anual d'ingressos fiscals per persona era de 16.560 €.

### Activitats econòmiques
Dels 70 establiments que hi havia el 2007, 3 eren d'empreses alimentàries, 2 d'empreses de fabricació d'altres productes industrials, 14 d'empreses de construcció, 16 d'empreses de comerç i reparació d'automòbils, 6 d'empreses de transport, 3 d'empreses d'hostatgeria i restauració, 9 d'empreses de serveis, 14 d'entitats de l'administració pública i 3 d'empreses classificades com a «altres activitats de serveis».
Dels 20 establiments de servei als particulars que hi havia el 2009, 1 era una gendarmeria, 1 oficina de correu, 1 taller de reparació d'automòbils i de material agrícola, 5 paletes, 3 guixaires pintors, 1 fusteria, 2 lampisteries, 2 electricistes, 2 perruqueries i 2 restaurants.
Dels 10 establiments comercials que hi havia el 2009, 1 era un supermercat, 1 una gran superfície de material de bricolatge, 2 botiges de menys de 120 m², 3 fleques, 1 una fleca, 1 una peixateria i 1 una joieria.
L'any 2000 a Foug hi havia 5 explotacions agrícoles.

## Equipaments sanitaris i escolars
El 2009 hi havia 2 farmàcies i 1 ambulància.
El 2009 hi havia 2 escoles maternals i 2 escoles elementals. Foug disposava d'un col·legi d'educació secundària amb 192 alumnes.

## Poblacions més properes
El següent diagrama mostra les poblacions més properes.